# Vought
Vought är en av USA:s äldsta flygplanstillverkare. Företaget har levererat en lång rad olika flygplan till framförallt US Navy, men fungerar idag främst som underleverantör till andra flygplanstillverkare.
Företaget grundades 1917 av Chance Vought och Birdseye Lewis under namnet Lewis & Vought Corporation. År 1928 köptes bolaget upp av holdingbolaget United Aircraft and Transport Corporation som kom att kontrollera ett flertal flygplanstillverkare och flygbolag. År 1934 tvingade amerikansk konkurrenslagstiftning holdingbolaget att splittras i Boeing, United Airlines och United Aircraft där Vought ingick i det sistnämnda tillsammans med helikoptertillverkaren Sikorsky.
År 1954 upphörde United Aircraft varvid Vought och Sikorsky återigen blev självständiga bolag. År 1962 köptes Vought upp av James Ling och David Harold Byrd och fusionerades med deras företag Ling Electronics och Temco Aircraft till konglomeratet Ling-Temco-Vought (LTV). Konglomeratet växte och köpte upp flera företag under 1960-talet, men 1971 tvingades det av konkurrenslagstiftningen att sälja flera delar av företaget. Tillväxten avstannade och flera investerare valde att dra sig ur. I juli 1986 ansökte företaget om företagsrekonstruktion varvid stora delar av företaget såldes, bland annat såldes flygtillverkningen till Northrop och robottillverkningen till Lockheed Martin. Företagsrekonstruktionen var en av de längst och mest komplicerade i USA:s historia och det var först 1993 som de kvarvarande delarna återupptog verksamheten som LTV Steel. LTV Steel gick i konkurs i december 2000 och tillgångarna köptes upp av Wilbur Ross.

## Flygplan
- O2U Corsair (1926)
- OS2U Kingfisher (1938)
- SB2U Vindicator (1936)
- F4U Corsair (1940)
- F6U Pirate (1946)
- F7U Cutlass (1948)
- F-8 Crusader (1955)
- A-7 Corsair II (1965)